# Adelante camarada
Adelante camarada (en portugués: Avante camarada) es una canción escrita por el compositor e intérprete Luís Cília en 1967 durante su exilio en París, destinándose a su transmisión en la Radio Portugal Libre. La interpretación estuvo a cargo de Luísa Bastos.
Existen tres ediciones:
- En 1967, interpretada por Luísa Bastos, acompañada por la orquesta "Pantalla Azul", editada en Moscú para la compilación "Canciones portuguesas".

- En 1974, con arreglos y bajo la dirección de Pedro Osório, interpretada nuevamente por Luísa Bastos.

- En 1981, de nuevo con arreglos de Pedro Osório, interpretada por Luísa Bastos y con la participación de Carlos Alberto Moniz, Carlos Mendes, Fernando Tordo, Maria do Amparo, Samuel y Pedro Osório. Fue ejecutada junto a una orquesta de 25 instrumentos.

Con el tiempo, se convirtió en una de las canciones más conocidas de la resistencia antifascista y una especie de segundo himno del Partido Comunista Portugués, siendo muy popular entre sus miembros y simpatizantes.